# 塔尔豪森
塔尔豪森是德国莱茵兰-普法尔茨州的一个市镇。总面积3.66平方公里，总人口741人，其中男性382人，女性359人（2011年12月31日），人口密度202人/平方公里。